# 奥马尔·苏莱曼
奥马尔·苏莱曼中将（阿拉伯语：عمر سليمان，1936年7月2日—2012年7月19日），曾任埃及副总统、埃及不管部大臣（Minister without portfolio）、埃及情报总局局长（Egyptian General Intelligence Directorate）。
他于1993年起出任埃及情报总局局长一职，曾被英国《每日电讯报》称为“世界上最有权力的间谍头目之一”。美国《外交政策》杂志则将他排在以色列情报机构摩萨德局长梅尔·达甘之前，列为中东地区最有权力的情报机构首脑。
2011年埃及反政府示威期间，他被任命为埃及副总统。2月11日穆巴拉克辭去總統一職後，他也辭去副總統職務。